# Malverina

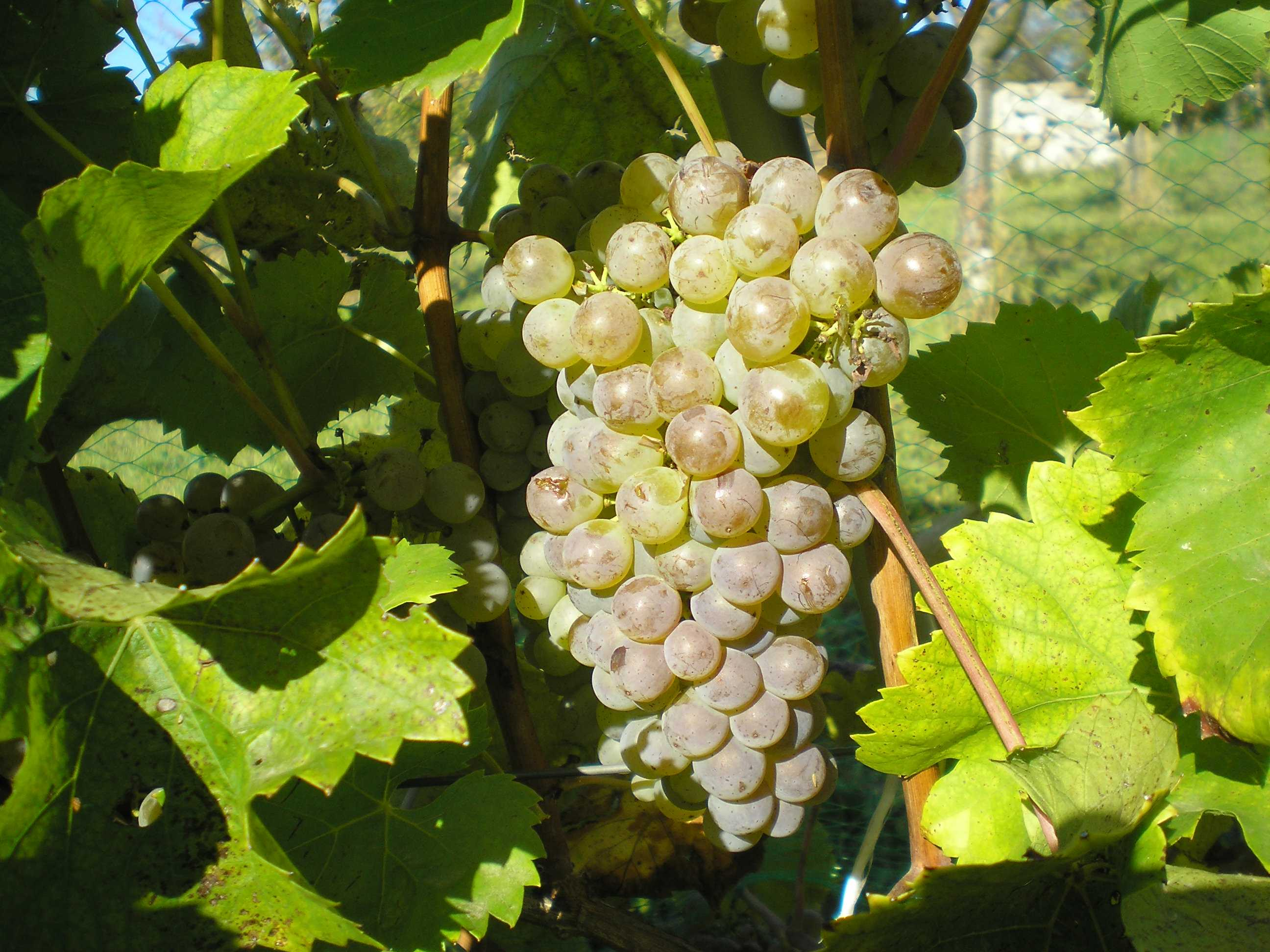
Hrozen odrůdy Malverina

Malverina (zkratka Mal) je interspecifická moštová odrůda révy (též hybridní odrůda, mezidruhové křížení, PiWi odrůda), která byla vyšlechtěna roku 2001 v České republice kolektivem šlechtitelů Vědeckovýrobního sdružení Resistant Velké Bílovice (později Vinselekt Perná), kříženec odrůd "Rakiš" (Villard blanc x Veltlínské červené rané) a "Merlan" (Merlot x Seibel 13666).
Rakiš je interspecifická moštová odrůda, který byla kolektivem šlechtitelů Resistant využita též při šlechtění sesterských odrůd Savilon a Vesna (obě pocházejí ze stejného křížení). Mateřská odrůda Villard blanc je známá též pod šlechtitelským označením S.V. 12 375.
Merlan je interspecifická moštová odrůda, vyšlechtěná v Moldavsku, ve výzkumném ústavu Vierul v Kišiněvě. Šlechtitelský materiál byl získán přímo od pracovníků výzkumného ústavu a využit kolektivem šlechtitelů Resistant například při šlechtění odrůd Cerason, Kofranka, Laurot, Marlen, Nativa, Erilon, Savilon a Vesna.

## Popis
Réva odrůdy Malverina je jednodomá dřevitá pnoucí liána, dorůstající v kultuře až několika metrů. Kmen tloušťky až několik centimetrů je pokryt světlou borkou, která se loupe v pruzích. Úponky umožňují této rostlině pnout se po tvrdých předmětech. Vrcholek letorostu je hladký, světle zelený, s lehce načervenalými okraji. Růst je středně bujný až slabší s polovzpřímenými až vodorovnými letorosty, keř je hustě olistěný.
List je malý až středně velký, tvar čepele téměř okrouhlý až pětiúhelníkový, bez vyznačených laloků či naznačeně tří až pětilaločnatý s velmi mělkými až mělkými horními bočními výkroji. Vrchní strana čepele listu je hladká, středně puchýřnatá, spodní lysá až řídce chloupkatá. Řapíkový výkroj je lyrovitý, lehce překrytý, řapík je středně dlouhý, načervenalý.
Oboupohlavní květy v hroznovitých květenstvích jsou žlutozelené, samosprašné. Plodem je malá až středně velká, kulatá bobule zelenožluté barvy, na osluněné straně poměrně intenzívně červenošedá, dužnina je bez zabarvení, řídká, odrůdové chuti, u málo vyzrálých hroznů mívá ostrou kyselinu. Hrozen je středně velký (136 g), válcovitě-kuželovitý, středně hustý, s křidélkem a s krátkou stopkou.

## Původ a rozšíření
Malverina je interspecifická moštová odrůda révy, vyšlechtěná roku 2001 kolektivem šlechtitelů Vědeckovýrobního sdružení Resistant Velké Bílovice (později Vinselekt Perná). Šlechtiteli byli Doc. Ing. Miloš Michlovský, CSc., Ing. František Mádl, Prof. Ing. Vilém Kraus, CSc., Lubomír Glos a Vlastimil Peřina. Vlastní křížení a selekce postupně proběhly v Lednici na Moravě, v Břeclavi a v Perné. Vznikla složitým křížením interpecifických odrůd "Rakiš" (Villard blanc x Veltlínské červené rané) a "Merlan" (Merlot x Seibel 13666). Pracovní název odrůdy je BV-19-143.
Do Státní odrůdové knihy České republiky byla zapsána roku 2001 a roku 2007 se v České republice pěstovala na 6,2 ha vinic. Od roku 2002 má odrůda ochranná množitelská práva., je zastupována firmou Ing. Miloš Michlovský CSc., který je jedním z autorů, udržovatelem odrůdy a jejím hlavní propagátorem.

## Název
Název odrůdy vznikl patrně kombinací názvů rodičovských odrůd.

## Pěstování
Pěstujeme ji na středním nebo vysokém vedení, s řezem na jeden tažeň. Odrůda je vhodná pro ekologické vinohradnictví a integrovanou produkci hroznů. Doporučeny jsou podnože K 5BB, Cr 2, 125 AA a LE-K/1, dle půdního typu. Vzhledem k plodnosti se doporučuje pěstování v menším tvaru s jedním tažněm, se zatížením 4-6 oček na m². Výnos je vysoký, ve zkouškách pro registraci bylo dosaženo v tříletém průměru 12 t/ha o průměrné cukernatosti 19 °NM, obvykle 10-15 t/ha při cukernatosti 17-22 °NM a obsahu kyselin 8-11 g/l.

### Fenologie
Doba rašení oček je raná až středně pozdní (poslední dekáda dubna), odrůda je proto občas poškozována pozdními jarními mrazy, doba květu je středně raná (v první polovině června), zaměká v první polovině září, zrání je pozdní, sklizňová zralost začíná zhruba v polovině října. Hrozny vydrží dlouho na keři v dobrém stavu a lze docílit bobulových výběrů a ledových vín.

### Choroby a škůdci
Proti napadení padlím révovým (Uncinula necator) je odrůda středně odolná, vůči plísni révové (Plasmopara viticola) a botrytidě (Botrytis cinerea) je odolná. Jemný list je citlivý na napadení roztoči. Proti poškození zimními mrazy je středně odolná. Malverina představuje důležitý krok na dlouhé cestě za odrůdami s dobrou odolností k hlavním chorobám révy. Odrůda je vhodná pro pěstování s minimální chemickou ochranou (běžně stačí postřik před a po odkvětu).

### Poloha a půdy
Na polohu má střední až vyšší požadavky. Nejlépe hodí do dobře osluněných svahovitých poloh s hlinitou, živinami bohatou půdou, snáší i hlinitopísčité či písčité půdy. Naproti tomu nemá ráda půdy vlhké.

## Charakteristika vína
V mladých, reduktivně školených vínech Malveriny vynikají primární aromatické látky a svěží kyselinky, tato technologie se používá pro vína jakostní a kabinety. Pro přívlastková vína je vhodnější krátkodobá macerace v chladných podmínkách, zvýrazní plnost vína. Malverina je určena především k výrobě odrůdových vín, barva typového vína je slámově žlutá, vůně jemná, kořenitá, chuť středně plná až plná, vína mají středně vysokou aciditu a jemnou hořčinku v odchodu. Ve vůni a chuti najdeme květinové a ovocité vůně, pro tuto odrůdu typickou skořici, ale také lékořici a chlebovinu. Vhodnost k archivaci je dobrá, ležením na láhvi se víno harmonizuje. Při stárnutí se víno poměrně rychle zaplňuje a nastupuje typický skořicový buket. Ve starších vínech z dobrých ročníků se objevuje chlebovina. Jako součást různých cuvée je Malverina schopna poskytnout plnost chuti. Zvláště vína z vysokých přívlastkových kategorií dosahují značných, i mezinárodních úspěchů.

### Stolování
Víno lze velmi dobře kombinovat s masitými pokrmy tradiční české kuchyně, s jemným bílým masem, studenou kuchyní, ale i s telecím a mladým vepřovým.

### Multimédia
- Ing. Radek Sotolář : Multimediální atlas podnožových, moštových a stolních odrůd révy, Mendelova zemědělská a lesnická universita Brno, zahradnická fakulta v Lednici
- Martin Šimek : Encyklopédie všemožnejch odrůd révy vinné z celýho světa s přihlédnutím k těm, co již ouplně vymizely, 2008-2012